# Бејден (Мериленд)
Бејден (енгл. Baden) насељено је место без административног статуса у америчкој савезној држави Мериленд.

## Демографија
По попису из 2010. године број становника је 2.128.
| Група             | 2000.    | 2010.         |
| Белци             | 0 (0,0%) | 1.232 (57,9%) |
| Афроамериканци    | 0 (0,0%) | 730 (34,3%)   |
| Азијати           | 0 (0,0%) | 13 (0,6%)     |
| Хиспаноамериканци | 0 (0,0%) | 50 (2,3%)     |
| Укупно            | 0        | 2.128         |